# Школьник Леонід Семенович
Школьник Леонід Семенович (9 серпня 1945, Дніпропетровськ, Україна) — голова правління "Союзу споживачів України" (з 2003), президент Міжнародної академії стандартизації (з 2004), лауреат Державної премії УРСР у галузі науки і техніки (1988), Заслужений працівник промисловості України (1995), академік Української технологічної академії (з 2003), почесний доктор Одеської державної академії технічного регулювання та якості (з 2007); голова наглядової ради Одеської державної академії технічного регулювання та якості (з 2011).
Указом Президента України присвоєний I-й ранг державного службовця (2003). Указом Президента України нагороджений Орденом князя Ярослава Мудрого V ступеня (2004).

## Освіта, наукова і педагогічна діяльність
1963 — закінчив Дніпропетровський індустріальний технікум за фахом "технік-металург".
1977 — закінчив Дніпропетровський металургійний інститут за фахом "інженер-металург".
Голова редакційної ради збірки "Нормы и правила рынка вина Европейского Союза"(2003).
Голова редакційної ради юридичної збірки "Споживче право України" (2004).
Автор монографії "Основи концепції національної продовольчої безпеки України" (2005).
Співавтор разом із М. Я. Азаровим і Л. В. Коломійцем монографії "Технічні аспекти державної політики захисту прав споживачів" (2007), 2-е видання  (2010).
Співавтор разом із Ю.Ф.Мельником і В.М.Новиковим навчального збірника "Основи управління безпечністю харчових продуктів" (2007).
Професор Одеської державної академії технічного регулювання та якості (2007-2009).
Співавтор разом із І.С.Петришиним і І.І.Зваричем книги "Технічне регулювання на шляху України до Європейського Союзу" (2010).
Леонід Школьник. "Стандарти для споживачів: Міфи та реальність". — Матеріали IX Міжнародної конференції "Стратегія якості у промисловості та освіті" (травень, 2013, Болгарія). — Т.2., стор.587-590.
Леонид Школьник. Записки неравнодушного. — Том 1. Воспоминания, размышления, интервью;  Том 2. Стандарты для потребителя: нереальная реальность (2015).
Співавтор разом із Л.В.Коломійцем і О.В.Цільвіком навчального посібника "Метрологічне забезпечення закладів охорони здоров'я України" (2017). 
Автор та співавтор низки винаходів, монографій і підручників, наукових та громадсько-публіцистичних матеріалів: публікацій, брошур, статей тощо.

## Професійна і державна діяльність
- 1963—1964 — працював вальцювальником листопрокатного цеху, згодом техніком проектного відділу на металургійному заводі ім. Петровського (м. Дніпропетровськ).
- 1964—1967 — строкова служба у Збройних Силах СРСР (військово-будівельні загони).
- 1967—1990  — Український державний інститут з проектування металургійних заводів (пройшов шлях від техніка до головного інженера проектів низки провідних підприємств УРСР та СРСР).
- 1990—1998 — генеральний директор Асоціації "Придніпров'я", яка об'єднала у своєму складі провідні підприємства та установи Дніпропетровської області.
- 1998—2000 — заступник голови Державного комітету України у справах захисту прав споживачів.
- 2000—2002 — генеральний директор об'єднання підприємств "Асоціація "Придніпров'я".
- 2002—2005 — голова Державного комітету України з питань технічного регулювання та споживчої політики.
- 2002—2005 — заступник голови Міжвідомчої ради з питань захисту прав споживачів при Кабінеті Міністрів України.
- 2002—2005 — заступник голови Ради з питань стандартизації при Кабінеті Міністрів України.
- 2003—2005 — член Комісії з питань удосконалення законодавства в сфері зовнішньо-економічної діяльності при Кабінеті Міністрів України.
- 2004—2005 — член Координаційного комітету по боротьбі з корупцією та організованою злочинністю при Президентові України.
- 2004—2005 — заступник голови Ради з питань реклами при Кабінеті Міністрів України.
- 2004—2005 — член Міжвідомчої комісії з питань біологічної та генетичної безпеки при Раді національної безпеки і оборони України.
- 2004—2005 — представник України - член Ради Міжнародної організації стандартизації (ISO).

## Громадсько-політична діяльність
Протягом тривалого часу працював в органах місцевого самоврядування як депутат і перший заступник Голови Жовтневої райради м. Дніпропетровська, був членом виконкомів Жовтневої районної ради м. Дніпропетровська та Дніпропетровської міської ради (див. Довідково-біографічне видання. Хто є Хто на Дніпропетровщині: Видатні люди міста Дніпропетровська. — Видавництво "Українська академія геральдики, товарного знаку та логотипу". — Київ, 2005 р.). Був членом Ради директорів з торговельно-економічного співробітництва СНД-США. На громадських засадах був радником ряда міністрів та керівників органів центральної виконавчої влади України.
- 1996—2000 — член комісії з економічного співробітництва з Японією при Президентові України.
- 1997—2000 — позаштатний радник Президента України.
- 1999 —2003 -  створив і очолив громадську організацію "Союз споживачів", м. Дніпропетровськ.
- 1999— 2002 — член політради, віце-голова партії Міжрегіональний блок реформ (МБР), голова Дніпропетровської обласної організації МБР.
- 2002 —кандидат в народні депутати України від блоку "За Єдину Україну" (за списком номер 69).
- 2003 — виступив ініціатором створення та був обраний головою правління Всеукраїнської громадської організації "Союз споживачів України".
- 2004 — виступив ініціатором створення та був обраний президентом Міжнародної Академії Стандартизації.
- 2006-2007 - секретар Координаційної Ради з питань захисту прав споживачів при Кабінеті Міністрів України.
- 2007—2009 , 2010—2011 — Голова громадської ради при Держспоживстандарті України.
- 2010 - 2013 — радник Прем'єр-міністра України (на громадських засадах).
- 2015 - Почесний член Української Асоціації зовнішньої політики.

## Журналістська і видавнича діяльність
- 1965—1967 - позаштатний військовий кореспондент газети "Защитник Родины" Одеського військового округу Міністерства оборони СРСР.
- 1999— 2000 - керівник проекту - голова Редакційної ради журналу "Споживач і Ринок".
- 2001 —2002 - заступник Голови редакційної ради журналу "Человек и Закон".
- 2004—2008 - Голова редакційних рад журналів "Потребитель + Власть" і "Потребитель +Рынок".
- 2006 — На VI Міжнародному конкурсі у галузі журналістики відзначений премією "Золоте перо" у номінації "Відкриття року".

Член редакційної ради журналу "Металургійна та гірнічо-рудна промісловість" (з 2016).

## Нагороди
Згідно з Указами Президії Верховної Ради СРСР за бездоганну військову службу і за сумлінну багаторічну працю нагороджений Ювілейною медаллю "20 лет Победы в Великой Отечественной войне 1941-1945 годы" (1965) і медаллю "Ветеран труда" (1989). 
За видатні особисті заслуги перед Українською державою і Українським народом нагороджений: Орденом князя Ярослава Мудрого V ступеня (2004), Почесними Грамотами Верховної Ради України (2010) і Кабінету Міністрів України (2004), Грамотою Верховної Ради України (2004).
- 1994 і 1999 - Подяка Президента України.
- 1994 - Медаль ім. Ю.В.Кондратюка Федерації космонавтики України.
- 2002 і 2003 - Почесна Орденська відзнака "Суспільне визнання" (II та I-го ступеню) Міжнародної Благодійної організації "Фонд Суспільного Визнання".
- 2003 - Почесна відзнака Міністерства надзвичайних ситуації України.
- 2004 і 2008 - Відзнаки "Відмінник освіти України" та "Антон Макаренко" Міністерства освіти і науки України.
- 2004 - Відзнака "Закон і Честь" Міністерства внутрішніх справ України.
- 2004 - Відзнака  "За честь і службу" Державної Податкової адміністрації України.
- 2004 - Відзнака "За сумлінну працю" Головного управління державної служби України.
- 2004 - Почесна відзнака "За багаторічну плідну працю в галузі культури" Міністерства культури України.
- 2004 - Командорський хрест ордена святого Григорія Великого держави Ватикан.
- 2004 - Орден Святого Рівноапостольного князя Володимира Великого III-го ступеню Української православної церкви Київського патріархату.
- 2004 - Почесний Орден "Буковінский Оберіг" Української православної церкви Московського патріархату.
- 2005 - Хрест Пошани Вищого ступеню "За відродження України" Українського Фонду науково-економічного та юридичного співробітництва.
- 2006 - Орден Святого Миколи Чудотворця Всеукраїнського фонду сприяння міжнародному спілкуванню "Українське народне посольство".
- 2007 - Почесне звання "Народний Посол України" Всеукраїнського фонду сприяння міжнародного спілкування "Українське народне посольство".

Має численні нагороди: ордена, медалі та відзнаки органів державної влади і місцевого самоврядування СРСР, УРСР, України, інших країн, міжнародних організацій, асоціацій, фондів тощо.

## Сім'я
Дружина - Кулікова Тетяна Яківна, син Максим.